# Louis Paul Cailletet
Louis-Paul Cailletet (Châtillon-sur-Seine 21 de septiembre de 1832 - París 5 de enero de 1913) fue un físico e inventor francés.

## Biografía
Después de estudiar en Châtillon-sur-Seine y en París, entra en la Escuela Nacional Superior de Minas de París. Siguiendo con sus investigaciones, trabaja también con su padre que tiene dos herrerías.
Tiene un laboratorio en Châtillon-sur-Seine.
Le interesó la compresibilidad de los gases. En 1877, llevó a cabo la licuación del dióxido de nitrógeno por medio de un frío instantáneo obtenido con una descompresión brusca del gas siendo muy comprimido. El mismo año, fue la primera persona en licuar el oxígeno, el hidrógeno, en la atmósfera, naciendo el aire líquido.
Estudió también las propiedades físicas y químicas del hierro.
Tuvo éxito en producir gotas de oxígeno líquido en 1877 pero por un método diferente del que uso Raoul Pictet. Usó el efecto Joule-Thomson. El oxígeno estaba comprimido mientras era enfriado. El gas comprimido se lo permitía expandirse rápidamente, enfriándolo cada vez más. El resultado fue la producción de pequeñas gotas de oxígeno líquido. La Universidad de Bourgogne conserva en Dijon la máquina de Cailletet.
Cuentan entre sus logros que Cailletet instaló un gran manómetro en la torre Eiffel para investigar la resistencia del aire de cuerpos cayendo. También investigó muchos dispositivos como las cámaras automáticas, el altímetro y colectores de muestras de aire para estudiar la atmósfera.

### Premios
Esos trabajos fueron recompensados por la Medalla Davy en 1878. Fue elegido miembro de la Academia de Ciencias de Francia en 1884.

### Contribución futura
Sus descubrimientos están al origen de la industria moderna del frío, de la criogenia y de las altas presiones. Como aplicaciones directas hay que destacar la conservación de los alimentos, de los órganos, almacenaje de combustibles de los cohetes espaciales.